# Goya 2011
Die 25. Verleihung des Goya fand am 13. Februar 2011 im Teatro Real in Madrid statt und wurde von dem Komiker Andreu Buenafuente moderiert, der diese Aufgabe bereits im Vorjahr übernommen hatte. Der wichtigste spanische Filmpreis wurde in 28 Kategorien vergeben.
Das kurz nach dem Spanischen Bürgerkrieg spielende Filmdrama Pa negre war mit neun Auszeichnungen bei insgesamt 14 Nominierungen der große Gewinner des Abends. Neben den wichtigen Kategorien Bester Film und Beste Regie setzte sich der Film vor allem in den Darstellerkategorien gegen die Konkurrenz durch. Bester Hauptdarsteller wurde jedoch Javier Bardem für seine Darstellung eines krebskranken Vaters, der mit illegalen Geschäften die Zukunft seiner Kinder zu sichern versucht, in der mexikanischen Produktion Biutiful, die in sieben weiteren Kategorien nominiert war. Bardem setzte sich dabei unter anderem gegen den kanadischen Schauspieler Ryan Reynolds durch, der für den Thriller Buried – Lebend begraben von Rodrigo Cortés eine Nominierung erhalten hatte.
Die ebenfalls als bester Film nominierten Produktionen Buried – Lebend begraben, Und dann der Regen sowie Mad Circus – Eine Ballade von Liebe und Tod waren insgesamt zehn-, 13- bzw. 15-fach für den Goya nominiert, gingen jedoch in den meisten Kategorien leer aus. Die Filmbiografie The King’s Speech des Briten Tom Hooper konnte sich in der Kategorie Bester europäischer Film gegen die Beiträge der Regisseure Jacques Audiard, Michael Haneke und Roman Polański behaupten. Mit dem diesjährigen Ehrenpreis wurde der Regisseur und Drehbuchautor Mario Camus ausgezeichnet, der zu den Vorreitern des „Neuen spanischen Kinos“ zählt.

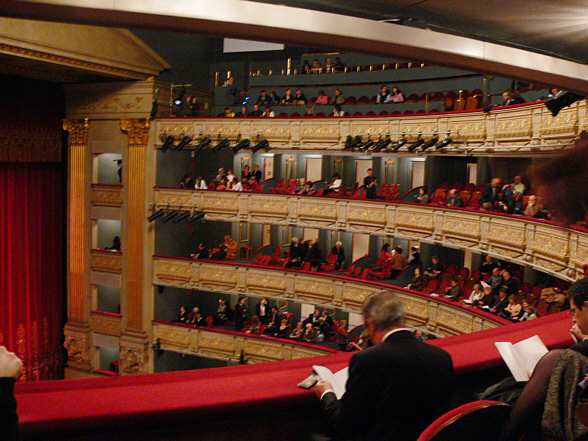
Das Teatro Real in Madrid, der Veranstaltungsort der Verleihung

## Gewinner und Nominierte
| Statistik (Filme mit mehr als einer Nominierung) N=Nominierung; A=Auszeichnung |    |   |
| Film                                                                           | N  | A |
| Mad Circus – Eine Ballade von Liebe und Tod                                    | 15 | 2 |
| Pa negre                                                                       | 14 | 9 |
| Und dann der Regen                                                             | 13 | 3 |
| Buried – Lebend begraben                                                       | 10 | 3 |
| Biutiful                                                                       | 8  | 1 |
| The Outlaw – Krieger aus Leidenschaft                                          | 7  | 2 |
| Eine Nacht in Rom                                                              | 4  | 0 |
| Pájaros de papel                                                               | 2  | 0 |
| Planes para mañana                                                             | 2  | 0 |
| Todas las canciones hablan de mí                                               | 2  | 0 |

### Bester Film (Mejor película)
Pa negre – Regie: Agustí Villaronga
- Buried – Lebend begraben (Buried) – Regie: Rodrigo Cortés
- Und dann der Regen (También la lluvia) – Regie: Icíar Bollaín
- Mad Circus – Eine Ballade von Liebe und Tod (Balada triste de trompeta) – Regie: Álex de la Iglesia

### Beste Regie (Mejor dirección)
Pa negre – Agustí Villaronga
- Icíar Bollaín – Und dann der Regen (También la lluvia)
- Álex de la Iglesia – Mad Circus – Eine Ballade von Liebe und Tod (Balada triste de trompeta)
- Rodrigo Cortés – Buried – Lebend begraben (Buried)

### Beste Nachwuchsregie (Mejor dirección novel)
David Pinillos – Bon appétit
- Emilio Aragón – Pájaros de papel
- Jonás Trueba – Todas las canciones hablan de mí
- Juana Macías – Planes para mañana

### Bester Hauptdarsteller (Mejor actor)
Javier Bardem – Biutiful
- Luis Tosar – Und dann der Regen (También la lluvia)
- Antonio de la Torre – Mad Circus – Eine Ballade von Liebe und Tod (Balada triste de trompeta)
- Ryan Reynolds – Buried – Lebend begraben (Buried)

### Beste Hauptdarstellerin (Mejor actriz)
Nora Navas – Pa negre
- Belén Rueda – Julia’s Eyes (Los ojos de Julia)
- Emma Suárez – La mosquitera
- Elena Anaya – Eine Nacht in Rom (Habitación en Roma)

### Bester Nebendarsteller (Mejor actor de reparto)
Karra Elejalde – Und dann der Regen (También la lluvia)
- Eduard Fernández – Biutiful
- Sergi López – Pa negre
- Álex Angulo – El gran Vázquez

### Beste Nebendarstellerin (Mejor actriz de reparto)
Laia Marull – Pa negre
- Terele Pávez – Mad Circus – Eine Ballade von Liebe und Tod (Balada triste de trompeta)
- Ana Wagener – Biutiful
- Pilar López de Ayala – The Outlaw – Krieger aus Leidenschaft (Lope)

### Bester Nachwuchsdarsteller (Mejor actor revelación)
Francesc Colomer – Pa negre
- Juan Carlos Aduviri – Und dann der Regen (También la lluvia)
- Oriol Vila – Todas las canciones hablan de mí
- Manuel Camacho – Wolfsbrüder (Entrelobos)

### Beste Nachwuchsdarstellerin (Mejor actriz revelación)
Marina Comas – Pa negre
- Natasha Yarovenko – Eine Nacht in Rom (Habitación en Roma)
- Carolina Bang – Mad Circus – Eine Ballade von Liebe und Tod (Balada triste de trompeta)
- Aura Garrido – Planes para mañana

### Bestes Originaldrehbuch (Mejor guion original)
Chris Sparling – Buried – Lebend begraben (Buried)
- Paul Laverty – Und dann der Regen (También la lluvia)
- Álex de la Iglesia – Mad Circus – Eine Ballade von Liebe und Tod (Balada triste de trompeta)
- Nicolás Giacobone, Armando Bo und Alejandro González Iñárritu – Biutiful

### Bestes adaptiertes Drehbuch (Mejor guion adaptado)
Agustí Villaronga – Pa negre
- Julio Medem – Eine Nacht in Rom (Habitación en Roma)
- Jordi Cadena – Elisa K
- Ramón Salazar – Drei Meter über dem Himmel (Tres metros sobre el cielo)

### Beste Produktionsleitung (Mejor dirección de producción)
Cristina Zumárraga – Und dann der Regen (También la lluvia)
- Toni Novella und Edmon Roch – The Outlaw – Krieger aus Leidenschaft (Lope)
- Yousaf Bokhari – Mad Circus – Eine Ballade von Liebe und Tod (Balada triste de trompeta)
- Aleix Castellón – Pa negre

### Beste Kamera (Mejor fotografía)
Antonio Riestra – Pa negre
- Eduard Grau – Buried – Lebend begraben (Buried)
- Kiko de la Rica – Mad Circus – Eine Ballade von Liebe und Tod (Balada triste de trompeta)
- Rodrigo Prieto – Biutiful

### Bester Schnitt (Mejor montaje)
Rodrigo Cortés – Buried – Lebend begraben (Buried)
- Alejandro Lázaro – Mad Circus – Eine Ballade von Liebe und Tod (Balada triste de trompeta)
- Stephen Mirrione – Biutiful
- Ángel Hernández Zoido – Und dann der Regen (También la lluvia)

### Bestes Szenenbild (Mejor dirección artística)
Ana Alvargonzález – Pa negre
- Edou Hydallgo – Mad Circus – Eine Ballade von Liebe und Tod (Balada triste de trompeta)
- César Macarrón – The Outlaw – Krieger aus Leidenschaft (Lope)
- Brigitte Broch – Biutiful

### Beste Kostüme (Mejor diseño de vestuario)
Tatiana Hernández – The Outlaw – Krieger aus Leidenschaft (Lope)
- Paco Delgado – Mad Circus – Eine Ballade von Liebe und Tod (Balada triste de trompeta)
- Sonia Grande – Und dann der Regen (También la lluvia)
- Mercè Paloma – Pa negre

### Beste Maske (Mejor maquillaje y peluquería)
Pedro Rodríguez, Nieves Sánchez und José Quetglás – Mad Circus – Eine Ballade von Liebe und Tod (Balada triste de trompeta)
- Satur Merino und Alma Casal – Pa negre
- Paco Rodríguez und Karmele Soler – Und dann der Regen (También la lluvia)
- Martín Macías Trujillo, Karmele Soler und Paco Rodríguez – The Outlaw – Krieger aus Leidenschaft (Lope)

### Beste Spezialeffekte (Mejores efectos especiales)
Ferran Piquer und Reyes Abades – Mad Circus – Eine Ballade von Liebe und Tod (Balada triste de trompeta)
- Juanma Nogales und Gustavo Harry Farias – Und dann der Regen (También la lluvia)
- Raúl Romanillos und Marcelo Siqueira – The Outlaw – Krieger aus Leidenschaft (Lope)
- Àlex Villagrasa und Gabriel Paré – Buried – Lebend begraben (Buried)

### Bester Ton (Mejor sonido)
James Muñoz, Urko Garai und Marc Orts – Buried – Lebend begraben (Buried)
- Emilio Cortés, Pelayo Gutiérrez und Nacho Royo-Villanova – Und dann der Regen (También la lluvia)
- Carlos Schmukler und Diego Garrido – Mad Circus – Eine Ballade von Liebe und Tod (Balada triste de trompeta)
- Dani Fontrodona, Ricard Casals und Fernando Novillo – Pa negre

### Beste Filmmusik (Mejor música original)
Alberto Iglesias – Und dann der Regen (También la lluvia)
- Roque Baños – Mad Circus – Eine Ballade von Liebe und Tod (Balada triste de trompeta)
- Gustavo Santaolalla – Biutiful
- Víctor Reyes – Buried – Lebend begraben (Buried)

### Bester Filmsong (Mejor canción original)
„Que el soneto nos tome por sorpresa“ von Jorge Drexler – The Outlaw – Krieger aus Leidenschaft (Lope)
- „Loving Strangers“ von Lourdes Hernández – Eine Nacht in Rom (Habitación en Roma)
- „In the Lap of the Mountain“ von Víctor Reyes und Rodrigo Cortés – Buried – Lebend begraben (Buried)
- „No se puede vivir con un franco“ von Emilio Aragón – Pájaros de papel

### Bester Kurzfilm (Mejor cortometraje de ficción)
Una caja de botones – Regie: María Reyes Arias
- Adiós papá, adiós mamá – Regie: Luis Soravilla
- El orden de las cosas – Regie: Hermanos Esteban Alenda
- Zumo de limón – Regie: Miguel Romero und Jorge Muriel

### Bester animierter Kurzfilm (Mejor cortometraje de animación)
La bruxa – Regie: Pedro Solís García
- Exlibris – Regie: María Trénor
- Vicenta – Regie: Sam Orti
- La torre del tiempo – Regie: José Luis Quirós

### Bester Dokumentarkurzfilm (Mejor cortometraje documental)
Memorias de un cine de provincias – Regie: Ramón Margareto
- El pabellón alemán – Regie: Juan Miguel Millares
- El cine libertario: Cuando las películas hacen historia – Regie: José María Almela und Verónica Vigil
- Un dios que ya no ampara – Regie: Gaizka Urresti

### Bester Animationsfilm (Mejor película de animación)
Chico & Rita – Regie: Tono Errando, Javier Mariscal und Fernando Trueba
- Die Stoffis – Im Königreich der Sonne (La tropa de trapo en el país donde siempre brilla el sol) – Regie: Álex Colls
- Las aventuras de Don Quijote – Regie: Antonio Zurera
- El tesoro del rey Midas – Regie: Maite Ruiz de Austri

### Bester Dokumentarfilm (Mejor película documental)
Bicicleta, cullera, poma – Regie: Carles Bosch
- How Much Does Your Building Weigh, Mr. Foster? – Regie: Carlos Carcas und Norberto López Amado
- María y yo – Regie: Félix Fernández de Castro
- Ciudadano Negrín – Regie: Sigfrid Monleón, Carlos Álvarez und Imanol Uribe

### Bester europäischer Film (Mejor película europea)
The King’s Speech, Großbritannien – Regie: Tom Hooper
- Ein Prophet (Un prophète), Frankreich/Italien – Regie: Jacques Audiard
- Das weiße Band – Eine deutsche Kindergeschichte, Deutschland/Österreich/Frankreich/Italien – Regie: Michael Haneke
- Der Ghostwriter (The Ghost Writer), Frankreich/Deutschland/Großbritannien – Regie: Roman Polański

### Bester ausländischer Film in spanischer Sprache (Mejor película extranjera de habla hispana)
La vida de los peces, Chile – Regie: Matías Bize
- El hombre de al lado, Argentinien – Regie: Gastón Duprat und Mariano Cohn
- Contracorriente – Gegen den Strom (Contracorriente), Peru – Regie: Javier Fuentes-León

## Ehrenpreis (Goya de honor)
- Mario Camus, spanischer Regisseur und Drehbuchautor